# ابوتسدال
ابوتسدال (به لاتین: Abbotsdale) یک شهرک در آفریقای جنوبی است، که در کیپ غربی واقع شده‌است.